# Josh Randall
Ne pas confondre avec Josh Randall, le personnage de la série américaine Au nom de la loi de 1958.
Josh Randall, né le 27 janvier 1972 à Pacific Grove (Californie), est un acteur américain.

## Biographie
Josh Randall s'est marié en 2000 avec l'actrice Claire Rankin. Il est principalement connu pour avoir tenu l'un des rôles principaux de la série télévisée Ed de 2000 à 2004.

## Filmographie
- 2000 : Angel (saison 1, épisode 12) : le barman
- 2000-2004 : Ed (83 épisodes) : Mike Burton
- 2003 : Un père Noël au grand cœur (téléfilm) : Ryan
- 2004 : Joey (saison 1, épisode 6) : Roger
- 2004 : Kevin Hill (saison 1, épisode 3) : Andrew LaFleur
- 2004 : Cold Case : Affaires classées (saison 2, épisode 8) : Elliot Garvey 1953
- 2004 : Les Experts : Miami (saison 3, épisode 10) : Edward Mathis
- 2005 : Lost : Les Disparus I(saison 2, épisode 7) : Nathan
- 2005-2006 : Scrubs (4 épisodes) : Jake
- 2006 : Alex Rose (12 épisodes) : Scott Larson
- 2007 : Men in Trees : Leçons de séduction (2 épisodes) : Danny O'Donnell
- 2007 : Private Practice (saison 1, épisode 8) : Carl
- 2008 : Pushing Daisies (2 épisodes) : Charles Charles
- 2009 : Raising the Bar : Justice à Manhattan (4 épisodes) : Tim Porter
- 2010 : The Event (2 épisodes) : Paul Stern
- 2011 : Mentalist (saison 3, épisode 13) : Ron Crosswhite
- 2011 : Grey's Anatomy (saison 7, épisode 15) : William
- 2011 : Greek (6 épisodes) : Prof. Simon Segal
- 2011 : Les Experts : Manhattan (saison 7, épisode 20) : Charles Martin
- 2012 : Grimm (saison 1, épisode 16) : Timothy Steinkellner
- 2012 : New York, unité spéciale (saison 13, épisode 18) : Justin Geld
- 2012 : Esprits criminels (2 épisodes) : Matthew Downs
- 2012 : Castle (saison 5, épisode 2) : Miles Haxton
- 2017 : Ozark (saison 1) : Bruce Lidell
- 2014 : Scandal (saison 4 épisode 2) : James Elliot
- 2018 : Timeless (saison 2, épisode 3) : Le père de Lucas
- 2018 : Mon fils, harcelé jusqu'à la mort (Conrad & Michelle: If Words Could Kill) (téléfilm) : Joseph Cataldo
- 2021 :  Cowboy Bebop (saison 1, épisode 8) : Pierrot le fou
- 2022 :  Grey's Anatomy : Station 19 (saison 5) : Capitaine Sean Beckett